# Anne-Marie David
Anne-Marie David (født 23. maj 1952) er en fransk sanger. Hun har repræsenteret to lande (Frankrig og Luxembourg) i Eurovision Song Contest, begge med mærkbar succes. Hun vandt konkurrencen for Luxembourg med "Tu Te Reconnaîtras" i 1973.
| År   | Land       | Sang                    | Plads | Point |
| ---- | ---------- | ----------------------- | ----- | ----- |
| 1973 | Luxembourg | Tu te reconnaîtras      | 1     | 129   |
| 1979 | Frankrig   | Je suis l'enfant soleil | 3     | 106   |

Hun startede sin musikkarriere med rollen som Maria Magdalene i den franske version af Jesus Christ Superstar. I 1973 blev hun udvalgt til at repræsentere Luxembourg i Eurovision Song Contest for at forsvare landets ære på hjemmebane efter at have vundet året før. Hun blev dermed endda et navn på den lange liste over udenlandske artister som har deltaget for landet i konkurrencen, sammen med blandt andet France Gall og Vicky Leandros. I 1973 udviklede konkurrencen sig til et kapløb mellem tre bidrag, som alle har etableret sig som klassikere indenfor Eurovision Song Contest; Davids "Tu Te Reconnaîtras", spanske "Eres tú" og Storbritanniens "Power to All Our Friends", fremført af Cliff Richard. David gik til slut af med sejren, men kun seks point skilte vinderen fra tredjepladsen.
Efter konkurrencen tog hun på verdensturné og boede i Tyrkiet en periode. Hun indspillede to singler og en plade i Tyrkiet og fik flere priser for sit arbejde der.
Hun deltog atter i Eurovision Song Contest i 1979, denne gang for hjemlandet Frankrig, med sangen "Je suis l'enfant soleil". Nok en gang blev det en kamp mellem tre lande under afstemningen, men denne gang trak David ikke det længste strå og endte på tredjepladsen.
Hun startede på en turné i Frankrig i 1980'erne. Mellem 1982 og 1983 fortsatte hun sin musikalske karriere i Norge. Anne-Marie David trak sig tilbage fra musik- og underholdningsbranchen i 1987, men dukkede imidlertid op igen omkring 2005, da hun gik med til at fremføre vinderen fra Eurovision Song Contest 1972, "Apres Toi", på "Congratulations"-koncerten i forbindelse med Eurovision Song Contests halvtredsårsjubilæum.